# Protéine-kinase C
En biologie cellulaire, la protéine-kinase C, communément abrégée en PKC, est une famille d'enzymes de type protéine-kinase qui sont impliquées dans le contrôle de la fonction d'autres protéines par la phosphorylation des groupes hydroxyles des résidus d'acides aminés sérine et thréonine sur ces protéines. Les enzymes PKC sont à leur tour activées par des signaux dus à l'hydrolyse du PIP2 en diacylglycérol membranaire (DAG) ou IP3 cytosolique qui permet l'ouverture du récepteur ionotropique à l'IP3 libérant du calcium (Ca2+) dans le cytosol. Les enzymes PKC jouent donc un rôle important dans plusieurs cascades de transduction du signal.